# 賈南風
贾南风（257年—300年5月13日），小名峕，字南风。平阳郡襄陵县（今山西省襄汾县）人。西晋开国元勋贾充的三女（其后妻郭槐的長女），西晋晋惠帝的皇后，又称惠贾皇后、贾后，史書形容她外貌「黑、醜」。賈南風在皇后位置十年，其間因晉惠帝懦弱无能而得以專權，直至在政变中被皇族討伐、杀害。其专权与失势是引发八王之亂并最终导致战乱升级的导火索之一。

## 生平

### 嫁予太子
泰始六年（270年）正月，朝廷派遣陈惶聘贾南风为太子妃。泰始七年（271年），賈充被任命到長安鎮守，令賈充十分憂慮，荀勖於是建議賈充嫁女兒給尚未娶太子妃的太子司馬衷，藉婚事而令到出鎮計劃被擱置。起初晉武帝司馬炎以賈南風姿色一般，悍妒潑辣，不適合當太子妃，但經過皇后楊艷及荀勖等極力推薦之下，司馬炎最終同意讓司馬衷娶贾南风。泰始八年（272年），賈南風正式被冊立為太子妃。其实賈充一开始想把小女儿嫁给司馬衷，由于小女儿年龄小，个子太矮，临时决定由贾南风代替妹妹出嫁。
司馬炎認為太子司馬衷並不聰明，不宜作儲君，而大臣和嶠等亦曾這樣說過，於是司馬炎特意試驗他，召集所有東宮屬官參加宴會，同時寫了問題給司馬衷作答。賈妃見問題後，知道司馬衷必不懂作答，於是十分害怕，但東宮屬官都參加了宴會，於是找來外面的人代答，答案大多都引據古義。給使張泓看後說：「太子不讀書，但答題卻引經據典，一定會被識破是代答的，倒不如按意思直接作答吧。」賈妃同意，並讓張泓代答，而由司馬衷抄寫。司馬炎看後十分高興，更將司馬衷的答卷給太子少傅衛瓘觀看。
另外，因為司馬衷畏懼賈妃的嫉妒和詭詐，所以其他妃嬪都很少獲寵幸。同時賈妃亦曾殺人，看見其他妃嬪有孕，竟以戟打她們的腹部，令他們流產。司馬炎知道後大怒，恰好當時金鏞城落成，於是打算廢掉賈妃，並將她囚禁在金鏞城。但充華趙粲、皇后楊芷和大臣楊珧都為賈妃求情，荀勖等人更是四處奔走去保住賈妃太子妃的地位，故此最終都沒有成事。

### 專擅朝政
永熙元年（290年），惠帝继位，太子妃賈氏被冊封为皇后。賈皇后在早年被廢的危機之中，受到楊太后的多次勸誡，卻不知太后曾盡力營救她，反倒以為是她向司馬炎中傷她，因而對太后極為怨恨。惠帝繼位後賈皇后不對婆婆楊芷尊敬禮待，反而更打算參與政事，卻被身為外戚的太傅楊駿阻撓。次年，賈皇后因楊駿的阻礙而勾結殿中中郎孟觀、李肇和寺人監董猛等密謀誅除楊駿和廢掉太后楊芷。賈南風又派李肇聯絡汝南王司馬亮和楚王司馬瑋，要求他們領兵討伐楊駿，其中司馬瑋同意，於是請求入朝，楊駿不敢阻止。司馬瑋入朝後，孟觀、李肇等又指使司馬衷下詔，誣告楊駿謀反，又派東安公司馬繇領四百人討伐楊駿，司馬瑋駐屯司馬門。杨骏最先在府第中被殺，後又收捕卫将军楊珧、太子太保楊濟等，皆夷三族。賈南風後又因楊芷曾在布帛中寫「救太傅者有賞」而稱楊太后一同謀反，矫诏废楊太后为庶人，徙于自己亦曾险被囚禁之金墉城，第二年被活活餓死。
誅殺外戚楊氏集團後，賈皇后徵召司馬亮為太宰，與太保衛瓘錄尚書事，一同輔政，又任命司馬瑋為衛將軍，司馬繇為尚書左僕射。賈皇后則與族兄賈模、從舅郭彰、妹妹賈午之子賈謐、司馬瑋和司馬繇一同干預國事。此時，因賈皇后愈來愈暴戾，令司馬繇打算廢掉她，但因司馬亮指控司馬繇意圖專擅朝政而將他免官，並將他流放到帶方郡，危機才得以解決。後賈皇后又看準了司馬瑋和司馬亮不和，要司馬衷罷免二人，後又矯詔命司馬瑋誅除司馬亮和衛瓘兩名輔政大臣。司馬瑋誅殺二人後，太子少傅張華派董猛勸賈皇后順道誅殺司馬瑋，賈南風聽從並稱司馬瑋矯詔殺害司馬亮和衛瓘，從而令司馬瑋部下四散，司馬瑋被捕誅殺。司馬亮、衛瓘和司馬瑋被殺後，賈皇后得以專權，她任命賈模为散騎常侍，加侍中，任命德高望重的张华为侍中、中书监，又用另一名士裴頠（也是她的表弟）为侍中。朝中政事主要由贾模和张、裴三人负责。贾皇后和张华相当倚重，在她和张华联合执政的十年时间里，国家的局势总体而言比较稳定。

### 逼害太子
賈皇后母親郭槐見賈南風無子，常常勸他疼愛太子司馬遹，直至臨死亦懇切要求賈皇后要愛護太子。但賈皇后不聽，與充華趙粲和妹妹賈午一同謀害太子。元康九年（299年），贾皇后假稱當年在武帝喪期間曾有孕生子，因事情隱密沒有對外宣布，並拿來妹夫韓壽之子韓慰祖充當親生兒子，要廢掉司馬遹，以韓慰祖作為太子，於是強行灌醉司馬遹，讓他在酒醉迷糊之中寫下「陛下宜自了，不自了，吾當入了之。中宮又宜速自了，不自了，吾當手了之。并與謝妃共要，刻期兩發，勿疑猶豫，以致後患。茹毛飲血於三辰之下，皇天許當掃除患害，立道文為王，蔣氏為內主。願成，當以三牲祠北君。」的字句。因酒醉而有一半的字不成字型，賈皇后又修改了，最終將字句交給司馬衷和各宗室，稱司馬遹謀反，最終废掉了他的太子地位，與三個年幼的兒子都囚禁在金墉城，又殺司馬遹生母謝玖和司馬虨生母蔣俊。司馬遹的岳父王衍急忙奏請離婚，司馬遹的妻子王惠風只好痛哭而去。
次年（300年），因甚有名望的太子被廢，很多人都十分憤怒，右衛督司馬雅、常從督許超、殿中中郎士猗等更圖謀廢掉賈皇后，重新立司馬遹為太子，並向趙王司馬倫的親信孫秀遊說。孫秀聽後同意，並報告司馬倫，更圖謀為司馬倫奪取權力。孫秀後即施行反間計，稱宮中有人打算廢掉賈皇后而讓司馬遹復位，配合民間怨恨之聲，令賈皇后大為驚懼；司馬倫和孫秀於是勸賈謐殺死司馬遹以絕民眾之心。賈皇后於是命太醫令程據帶毒藥，矯詔命黃門孫慮前去毒殺司馬遹，但司馬遹不肯服食，孫慮最終以藥杵將司馬遹殺害。这个举动成了趙王司馬倫討伐賈皇后的藉口。

### 倒臺殞命
下月，赵王司马伦假造诏书，以謀害太子的罪名要廢掉賈皇后，得到很多人的支持，入宮後即殺掉賈謐，又派齊王司馬冏收捕賈皇后並押她到金墉城，又廢她為庶人，後又收捕賈南風的黨羽如趙粲、賈午、程據等。同時，司馬倫將一些有聲望的大臣如司空张华、尚書僕射裴頠等收捕並處死，方便專權。司馬倫在誅殺賈后黨羽和張華等人後自领相国位而獨攬大權，不久即以金屑酒毒殺賈南風，賈南風死時四十五歲。

## 特徵
- 由於亂政與陷害他人的事跡，賈南風一直被視為后宫乱政的典型負面人物，其为人凶妒暴虐，手段往往残忍而极端。
- 賈南風的妒忌和暴戾可從她殘殺懷孕妃嬪的事件中看出，而在任其間的暴虐行徑連作為親族的賈模都看不過眼，曾多番規勸甚至圖謀推翻她。
- 《晉書》中司馬炎稱賈南風「种妒而少子，醜而短黑」，而後又寫她「短形青黑色，眉後有疵」，雖然可能含有因其事蹟與評價而加以醜化的成分在，但一般認為她姿色並不出眾 ，《世說新語》〈容止〉篇亦有提到此事。
- 根據史書《晉書》及《資治通鑑》所記載，賈后淫虐非常，除了與太醫令程據私通以外，更經常派人在路上尋找美少男，並加以虐殺。有一小吏因俊美而免於被殺，但因突然有華貴衣服而被以為偷竊，最終竟然供出了他曾於賈南風同睡歡樂數日，更獲得這些物品[4]。
- 但同时贾南风又能够任用人才，她实际掌权时期中央政权的主要人物中，张华出身庶族仍被提拔主政，裴頠是大学者，王戎为当时名士，即使诸如亲族贾模都有直言进谏的表现。所以《晋书》为代表的中国传统历史观对贾南风本身多有贬谪，但是对于其掌权八年期间的朝政却多次描述为“海内晏然”[5]、“朝野宁静”[6]，是西晋历史上除开国皇帝晋武帝朝以外绝无仅有的稳定时期。贾南风的凶残手段针对的基本都是对于其地位有威胁的政治对手，尤其是西晋皇族，而相比发动禁军兵变杀死贾后的司马伦，上台即杀害张华、裴頠等多年内治政有方的大臣，能杀较与贾后有过之而无不及，而掌权至称帝仅一年即兵败身死，不及贾后时期能维持近十年朝野安定。事實上，正是賈南風死後，八王之亂才徹底爆發，政局也走向崩潰。

## 子女
- 河東公主，曾因她患病，巫師要賈南風施行寬鬆的法令，於是賈南風要求司馬衷下詔大赦。嫁孫秀之子孫會。
- 始平公主。
- 弘農公主，名司馬宣華，名字和公主封號出自臧荣绪《晋书》[7]。嫁傅祗之子傅宣。
- 哀獻皇女，名司馬女彥，名字出自臧荣绪《晋书》。司馬女彥八歲夭折，在死前賈南風心疼她年幼未及封爵，要將她加封公主，女彥說：“我尚小，未成人，禮不用公主。”司馬女彥死後，賈南風以長公主的禮儀治喪。
- 清河公主，生母另说为羊献容。

## 影視形象

### 电视剧
- 中國大陸電視劇《乱世妖后》（1998年）：寻建建

## 延伸阅读
[在维基数据编辑]
 《晉書/卷031》，出自房玄齡《晉書》
 在维基共享资源阅览影像
| 前任： 楊芷 | 晉朝皇后 290年—300年 | 繼任： 羊獻容 |